# Salvadore Lobo
Salvadore Lobo (Mangalore, Karnataka, 30 de abril de 1945) é um clérigo indiano e bispo católico romano emérito de Baruipur.
Salvadore Lobo recebeu o Sacramento da Ordem em 19 de março de 1973.
Em 16 de outubro de 1997, o Papa João Paulo II o nomeou Bispo de Baruipur. O arcebispo de Calcutá, Henry Sebastian D'Souza, o consagrou bispo em 29 de janeiro de 1998; Os co-consagradores foram o Bispo de Raiganj, Alphonsus D'Souza SJ, e o Bispo Emérito de Baruipur, Linus Nirmal Gomes SJ.
Em 4 de maio de 2020, o Papa Francisco aceitou a renúncia de Salvadore Lobo por motivos de idade.